# 萩原葉子
萩原 葉子（はぎわら ようこ、1920年〈大正9年〉9月4日 - 2005年〈平成17年〉7月1日）は、日本の小説家、エッセイスト。

## 略歴
詩人萩原朔太郎と最初の妻、稲子（旧姓上田）との長女として東京本郷の東京帝大構内の前田侯爵邸に生まれ、大井町、田端、鎌倉材木座、馬込、前橋、下北沢などを転々として育つ。2歳下の妹・明子がいる。8歳の時両親が離婚し、前橋の祖母（朔太郎の母）宅に預けられた。権勢を振るう祖母の圧迫で、2番目の妻と離婚させられた朔太郎が1942年、55歳で死ぬという辛酸をなめ、このことがのち小説『蕁麻の家』に描かれることになる。
1938年、精華高等女学校（現・東海大学付属望洋高等学校）卒業、同年文化学院入学。在学中に知り合った男から騙されて妊娠。戦時中に、1944年に職場の上司の大塚正雄と結婚して1子を儲けた。これが萩原朔美である。しかし1954年に離婚した。
20歳から英文タイピストとして働いていたが、戦後、教師になることを志し、1951年4月、砧高等学校定時制3年次に入学。1952年3月に同校を卒業し、同年4月、國學院大學文学部国文科（夜間部）入学。1955年、東京都立明正高等学校へ教育実習に行くが、生徒の前で話すことが不得意であると感じ、教師になることを断念、大学は1956年に中退する。
1957年に近所の山岸外史の訪問を受け、1957年、同人誌『青い花』（第2次）に萩原朔太郎の思い出を執筆。1959年、『父・萩原朔太郎』を上梓して日本エッセイスト・クラブ賞を受賞、作家活動に入る。榊山潤主宰の同人雑誌「円卓」に連載した『木馬館』で、1964年、第1回円卓賞を受賞。1966年、三好達治の思い出を描いた『天上の花』が芥川賞候補となり、高い評価を得るが、審査員の意見が分かれ、受賞を逃す。が同年この作品で田村俊子賞、1976年に『蕁麻の家』で女流文学賞。しかしその内容を信じない批評家もあり、被害妄想と評する者もあった。これに対し、萩原葉子は「事実はこんなものではなかった」と反論し、同人誌仲間の大森光章は「葉子さんは嘘を書けるひとではないから事実を有りのままに書いたに違いない」と評している。
1984年、第二部『閉ざされた庭』、1997年、第三部『輪廻の暦』を書き継いで『蕁麻の家』三部作が完成し、1999年高橋元吉文化賞と毎日芸術賞を受賞した。80歳を過ぎてなおモダンダンスに熱中するなどその健在ぶりが伝えられたが、2005年に満84歳で没した。

## 著書
- 『父・萩原朔太郎』（筑摩書房 1959年 のち角川文庫、中公文庫）
- 『木馬館』（南北社 1964年 のち中公文庫）
- 『うぬぼれ鏡』（大和書房（銀河選書）1966年）
- 『天上の花』（新潮社 1966年 のち潮文庫、講談社文芸文庫）
- 『花笑み』（新潮社 1967年 のち文庫「花笑み・天上の花」）
- 『望遠鏡』（三月書房 1970年）
- 『かえり花』（大和書房 1972年）
- 『束の間の午後』（中央公論社 1972年 のち文庫）
- 『私の変身』（大和書房 1972年）
- 『女と冒険』（読売新聞社 1973年）
- 『柱時計』（青娥書房 1974年）
- 『蕁麻の家』（新潮社 1976年 のち文庫、講談社文芸文庫）
- 『セビリアの驢馬』（北洋社 1977年 のち旺文社文庫）
- 『漂泊の記』（青春出版社 1977年）
- 『蛇の花嫁』（読売新聞社 1978年 のち中公文庫）
- 『仮面舞踏会』（中央公論社 1980年 のち文庫）
- 『万華鏡』（中央公論社 1982年）
- 『初めての季節』（海竜社 1983年）
- 『閉ざされた庭』（新潮社 1984年 のち講談社文芸文庫）
- 『遅咲きのアダジオ』（主婦と生活社 1984年 「燃えるアダジオ」中公文庫）
- 『生涯楽しめるダンス入門』（文化出版局 1985年）
- 『ひとりぼっちの思春期』（ポプラ社（のびのび人生論）1985年）
- 『誰が悪いのでもない』（海竜社 1986年）
- 『毀れた仮面』（読売新聞社 1987年）
- 『置き去りにされたマリア』（読売新聞社 1989年）
- 『少年少女こころの伝記 ノーベル』（全家研・新学社 1989年）
- 『しあわせをよぶねこワッペンのおしゃれグッズ』　(海竜社 1989年)
- 『出発に年齢はない』（岩波書店 1990年）
- 『お姑さんと呼ばないで』（海竜社 1991年）
- 『舞台』（中央公論社 1992年）
- 『美少年虫』（筑摩書房 1993年）
- 『或る酒場』（毎日新聞社 1994年）
- 『輪廻の暦』（新潮社 1997年 のち講談社文芸文庫）
- 『ダンスで越えた私の人生』（海竜社 1998年）
- 『パ・ドゥ・シャ』（集英社 2001年）
- 『小綬鶏の家』（朔美と共著 集英社 2001年）
- 『朔太郎とおだまきの花』（新潮社 2005年）

## 映像化作品
- 『天上の花』、2022年、製作：寺脇研、監督：片嶋一貴、脚本：五島さや香・荒井晴彦、主演：東出昌大・入山法子[7]